# 警察署長ジェッシイ・ストーン 訣別の海
『警察署長ジェッシイ・ストーン 訣別の海』（原題：JESSE STONE: SEA CHANGE）は、アメリカ合衆国の映画作品。
原作はロバート・B・パーカーの警察署長ジェッシィ・ストーン・シリーズ第5作である小説『訣別の海』（2006年発表）。 
物語の舞台はマサチューセッツ州の架空の町パラダイスであるが、カナダのノバスコシア州を中心に撮影が行われた。

## キャスト
| 役名                   | 俳優                     | 日本語吹替 |
| ---------------------- | ------------------------ | ---------- |
| ジェッシイ・ストーン   | トム・セレック           | 柴田秀勝   |
| シビル・マーティン     | ショーン・ヤング         | 永木貴依子 |
| ボブ                   | ジェームズ・ギャモン     | 丸山壮史   |
| ローズ・ギャモン       | キャシー・ベイカー       | 新田万紀子 |
| モリー・クレーン       | ヴァイオラ・デイヴィス   | 梅田貴公美 |
| スーツ                 | コール・サダス           | 荒川大三郎 |
| デアンジェロ           | ヴィト・レッザ           | 木村雅史   |
| ヒーリー警部           | スティーヴン・マクハティ | 佐藤正治   |
| ディックス医師         | ウィリアム・ディヴェイン | 仲木隆司   |
| リーアン・ルイス       | レベッカ・ピジョン       | 雨谷和砂   |
| ヘイスティ・ハザウェイ | ソウル・ルビネック       | 牛山茂     |
| キャスリーン・ホルトン | ミカ・ブーレム           |            |
| ジノ・フィッシュ       | ウィリアム・サドラー     |            |
| ハリソン・ペンドルトン | ナイジェル・ベネット     |            |

- その他の声の吹き替え：吉見一豊／小池亜希子／大橋佳野人／井田国男／高岡瓶々／榊原奈緒子／田中結子